# Ngalmoa
Ngalmoa est un village de la commune de Nkongsamba II dans le département du Moungo. Situé dans la région du Littoral, ce village se trouve à 10 km de la ville de Nkongsamba.

## Population et environnement
En 1967, la population de Ngalmoa était de 733 habitants, essentiellement des Baneka. Lors du recensement de 2005, elle était de 313 habitants.